# Élections au Guatemala
Les élections au Guatemala incluent, au niveau national, celle du chef d'État – le Président – et celle, des membres de la chambre unicamérale. 
Le Président du Guatemala et le vice-président sont élus par le peuple pour un mandat de quatre ans. Le Congrès guatémaltèque (Congreso de la República) compte  158 membres, élus pour une durée de quatre ans, partiellement selon des circonscriptions départementale et partiellement selon un scrutin proportionnel plurinominal. 
Le Guatemala dispose d'un système multipartite, avec deux ou trois partis importants.
Le Guatemala envoie aussi des députés au Parlement centraméricain.

## Système électoral

### Élection présidentielle
Le président guatémaltèque est élu au scrutin uninominal majoritaire à deux tours pour un mandat de quatre ans non renouvelable. Si aucun candidat ne recueille la majorité absolue des suffrages exprimés au premier tour, un second est convoqué entre les deux candidats arrivés en tête au premier, et celui recueillant le plus de suffrages l'emporte. Chaque candidat se présente avec un colistier, lui même candidat à la vice-présidence. Tous deux doivent être âgés de plus de quarante ans et posséder la nationalité guatémaltèque de naissance.
Le vice président remplace le président en cas de vacance du pouvoir, jusqu'au terme de son mandat de quatre ans. Il ne peut se présenter lui même à une élection présidentielle que si ce remplacement n'a pas duré plus de deux ans, tout comme un président dont le mandat a été interrompu. En cas d'empêchement simultané du président et du vice président, le Congrès de la République élit un président à la majorité qualifiée des deux tiers du total de ses membres, pour la durée restante du mandat en cours.

### Élections législatives
Le Congrès de la République est doté de 160 sièges pourvus pour quatre ans au scrutin proportionnel plurinominal avec listes fermées.
Sur le total, 128 sièges sont à pourvoir dans 11 circonscriptions électorales plurinominales regroupant un ou plusieurs départements, à l'exception du département de la capitale Guatemala, qui est divisé entre ville et province. Les 32 sièges restants sont quant à eux pourvus dans une unique circonscription nationale. Dans les deux cas, la répartition des sièges après décompte des suffrages se fait selon la méthode d'Hondt, sans recours à un seuil électoral.

## Élections présidentielles
- Élection présidentielle guatémaltèque de 1944
- Élection présidentielle guatémaltèque de 1950
- Élection présidentielle guatémaltèque de 1957
- Élection présidentielle guatémaltèque de 1958
- Élection présidentielle guatémaltèque de 1966
- Élection présidentielle guatémaltèque de 1970
- Élection présidentielle guatémaltèque de 1974
- Élection présidentielle guatémaltèque de 1978
- Élection présidentielle guatémaltèque de 1982
- Élection présidentielle guatémaltèque de 1985
- Élection présidentielle guatémaltèque de 1990
- Élection présidentielle guatémaltèque de 1995
- Élection présidentielle guatémaltèque de 1999
- Élection présidentielle guatémaltèque de 2003
- Élection présidentielle guatémaltèque de 2007
- Élection présidentielle guatémaltèque de 2011
- Élection présidentielle guatémaltèque de 2015